# Fallbrook (Kalifornija)
Fallbrook je naseljeno područje za statističke svrhe u američkoj saveznoj državi Kalifornija. Prema popisu stanovništva iz 2010. u njemu je živjelo 30,534 stanovnika.